# Antonín Šlechta
Antonín Šlechta (3. září 1817 Lomnice nad Popelkou – 12. května 1875 Sedmihorky), byl rakouský a český advokát a politik, v 2. polovině 19. století poslanec Říšské rady.

## Biografie
Pocházel z rodiny turnovského advokáta Antonína Šlechty z rozvětvené rodiny působící na Turnovsku a v Lomnici nad Popelkou, sám byl profesí též advokátem z Turnova. V roce 1864 zastupoval barona Jana z Ehrentalu z Hrubé Skály v jeho soudním sporu s Eduardem Grégrem. Byl aktivní veřejně a politicky. V období let 1864–1870 působil jako starosta Turnova. Byl též starostou Záložny a půjčovny občanské v Turnově. Byl považován za jednoho z předních zástupců sektoru záložen v Čechách.
V zemských volbách v roce 1861 usedl na Český zemský sněm za kurii městskou, obvod Mnichovo Hradiště, Turnov, Bělá. Byl zvolen coby oficiální český kandidát (Národní strana, tedy staročeská). Zemský sněm ho delegoval i do Říšské rady (tehdy ještě volené nepřímo). Z politických důvodů se nedostavil do sněmovny, přičemž dopis v tomto smyslu byl na schůzi 5. prosince 1864 vyhodnocen jako rezignace na mandát.
Zemřel v květnu 1875.

## Rodina

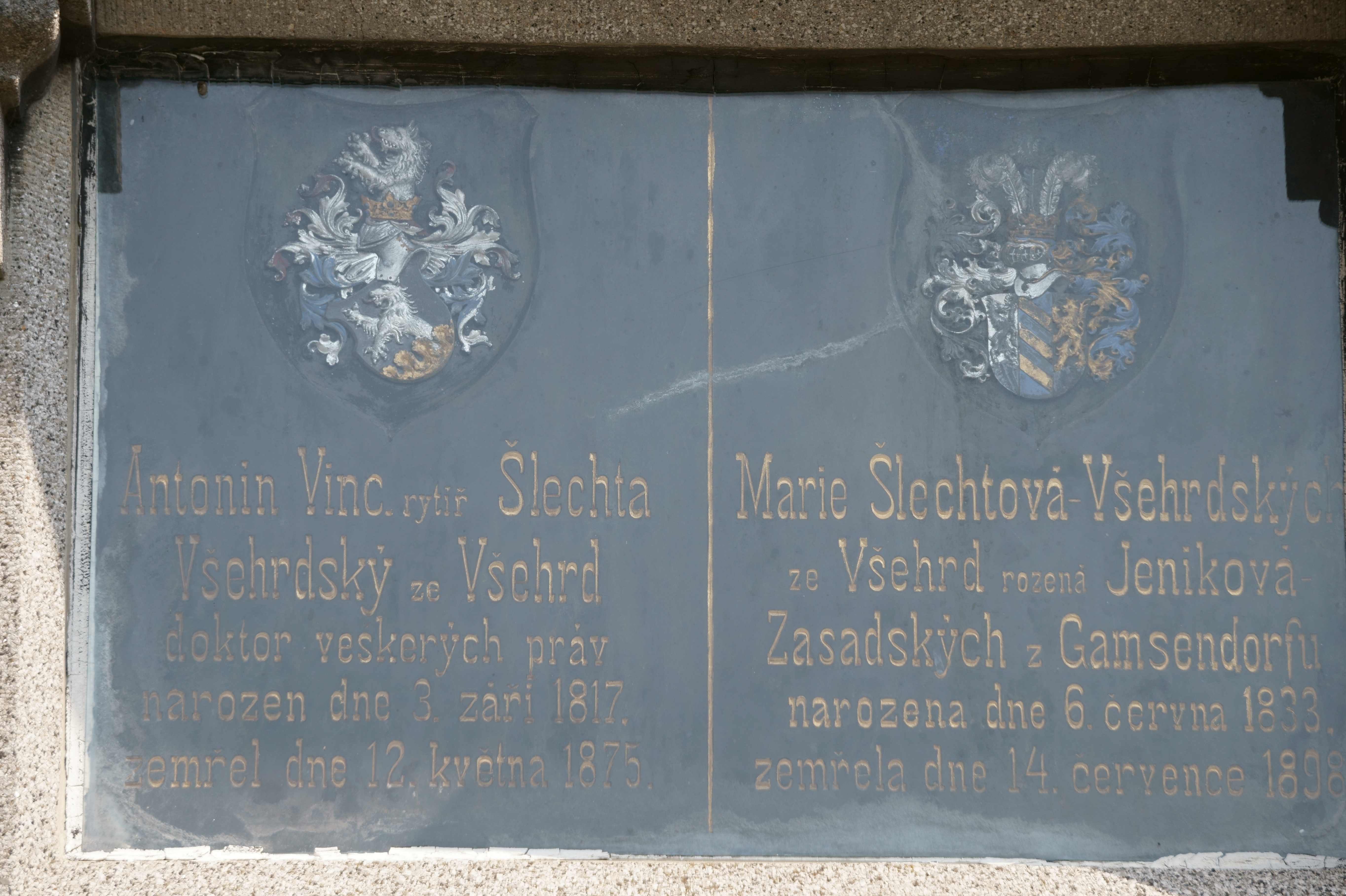
Deska na hrobě Šlechtů v Lomnici, kde je Antonín uváděn s rytířským titulem (Antonín Vincenc rytíř Šlechta Všehrdský ze Všehrd), který nikdy nepoužíval

Antonín Šlechta měl za ženu Marii, rozenou Jeníkovou Zásadských z Gemsendorfu (dcera Bedřicha Jeníka). Měl dceru Zdeňku (* 1861), která si vzala vzdáleného bratrance Bedřicha Šlechtu (1856–1937), průmyslníka z Lomnice (Technolen). Syn Antonín Petr (* 1864) vystudoval práva a pracoval na místodržitelství v Praze a na šlechtickém odboru ministerstva vnitra ve Vídni, v roce 1902 jeden z hlavních aktérů renobilitačních procesů. Antonín Petr získal v roce 1885 potvrzení (renobilitace) rytířského stavu potvrzením příslušnictvím k rodu Šlechtů ze Všehrd, po renobilitačních procesech roku 1903 renobilitace zrušena.